# فاليري كونوفاليوك

تكريم الاقتصادي في أوكرانيا.لقد مُنح وسام "للاستحقاق" من الدرجة الثانية والثالثة، ودبلوم برلمان أوكرانيا ، ودبلوم حكومة أوكرانيا . 
1. ↑  وصلة مرجع: http://w1.c1.rada.gov.ua/pls/radac_gs09/d_index_arh?skl=6.
2. ↑  وصلة مرجع: http://w1.c1.rada.gov.ua/pls/radac_gs09/d_index_arh?skl=4.
3. ↑  وصلة مرجع: http://w1.c1.rada.gov.ua/pls/radac_gs09/d_index_arh?skl=3.
4. ↑  باللغة الأوكرانيةПро нагородження Коновалюка В. І. Почесною грамотою Кабінету Міністрів України, Ligazakon.ua نسخة محفوظة 2018-11-26 على موقع واي باك مشين.